# Chomákovtsi
Chomákovtsi (búlgaro: Чома̀ковци) es un pueblo de Bulgaria perteneciente al municipio de Chervén Bryag de la provincia de Pleven.
Se ubica a orillas del río Iskar, unos 5 km al norte de la capital municipal Chervén Bryag.
El lugar fue un asentamiento romano conocida como Pompeanopolis, del que se conservan mosaicos en el Museo de Historia Regional de Vratsa. En el siglo XV se llamaba Dras Brod. Adoptó su topónimo actual en 1946, ya que hasta entonces se llamaba Chumakovtsi. Hasta finales del siglo XIX fue una localidad con un importante número de pomacos, pero en general se fueron a vivir más al sur.

## Demografía
En 2011 tiene 1133 habitantes, de los cuales el 71,75% son étnicamente búlgaros y el 3,08% gitanos. El 24,36% de la población no declaró su origen étnico; el censo no aclara si esto guarda relación con el pasado pomaco de la localidad.
En anteriores censos su población ha sido la siguiente:
| Gráfica de evolución demográfica de Chomákovtsi entre 1934 y 2011 |
|                                                                   |